# US Postal (equipo ciclista)
El US Postal, también conocido como Discovery Channel en sus últimos años, fue un equipo ciclista estadounidense que participaba en el UCI ProTour. También participaba en ciertas carreras de los Circuitos Continentales UCI. Aunque estadounidense, en sus filas siempre se han encontrado muchos ciclistas de otros países.
Es conocido por ser el equipo con el que el ciclista estadounidense Lance Armstrong ganó fraudulentamente siete Tours de Francia. Desde 1999 a 2007, estuvo dirigido por el exciclista belga Johan Bruyneel y durante ese período tuvo otros éxitos importantes incluyendo el Tour de Francia 2007, ganado por Alberto Contador, la Vuelta a España 2003 por Roberto Heras y el Giro de Italia 2005 por Paolo Savoldelli.
El equipo era propiedad de Tailwind Sports, empresa creada por el banquero Thomas Weisel para manejar al equipo, y de la que el propio Armstrong también formaba parte.
En 2012, la Agencia Antidopaje de Estados Unidos (USADA) reveló una investigación que había comenzado en 2009, donde se detalló en los informes que dentro del equipo había una organización y prácticas de dopaje, lo que consideró como "el programa de dopaje más sofisticado, profesional y exitoso en la historia del deporte". Sobre la base de las pruebas reunidas durante la investigación, se impuso una suspensión de por vida de Lance Armstrong y la retirada de los resultados que había logrado con este equipo, incluidos sus siete Tours. Los médicos también fueron prohibidos de por vida, así como suspensiones de seis meses y retiros de resultados a los ciclistas que confesaron las prácticas de dopaje.

## Historia

### Los orígenes

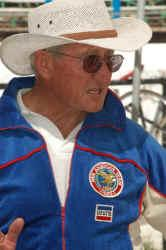
Eddie Borysewicz

Las raíces del equipo se remontan a 1988 cuando Eddie Borysewicz dejó su cargo de seleccionador de Estados Unidos y formó su propio equipo amateur. Patrocinado ese primer año por la empresa coreana Sunkyong, en 1989 Borysewicz convenció a Thom Weisel, director general de Montgomery Securities para financiar su equipo, que pasó a llamarse Montgomery-Avenir
En 1990, un nuevo patrocinador se unió: el fabricante de automóviles japonés Subaru y el equipo se denominó Subaru-Montgomery. Borysewicz contó con un presupuesto de 600.000 dólares y amplió la plantilla, incluyendo al campeón olímpico en 1984 Steve Hegg, al polaco Cezary Zamana y a un joven Lance Armstrong (años después, Borysewicz declararía que Armstrong era un "producto" suyo y no de Chris Carmichael). El equipo se convirtió en profesional en 1991, excepto Armstrong que continuó en aficionados. Con la excepción de algunas carreras europeas en abril y agosto, el calendario del equipo se compuso principalmente de competiciones en su país.

### Objetivo:Tour de Francia
En 1992, el presupuesto ascendió a 1 millón de dólares y el equipo fue profundamente renovado. Se contrataron a varios ciclistas profesionales europeos y las victorias de Bowen en el Campeonato de Estados Unidos en ruta y en el Herald Sun Tour, convencieron a Subaru para aumentar su compromiso, dando a Borysewicz cerca de 2 millones de dólares para trabajar hacia la meta de lograr participar del Tour de Francia en 1993.
Para formar un equipo capaz de competir en el Tour, hubo otra renovación en el equipo. Las grandes contrataciones fueron la de los hermanos Marc e Yvon Madiot. Ambos habían finalizado entre los diez primeros en el Tour durante sus carreras deportivas. Sus puntos FICP ascendieron al Subaru-Montgomery al puesto 21.º en el mundo, que era suficiente para la entrada a los eventos de la Copa del Mundo y posiblemente un lugar en el Tour. Sin embargo, los hermanos Madiot no resultaron ser los hombres fuertes del equipo. Después de una primavera modesta, en mayo y junio, el mexicano Miguel Arroyo y el polaco Cezary Zamana lograron los mejores resultados del equipo. Arroyo terminó cuarto en la Clásica de los Alpes y noveno en el Dauphiné Libéré, mientras que Zamana fue tercero en el Tour d'Armorique, una victoria de etapa en el Dauphiné y el noveno en el Gran Premio de Midi Libre.
La organización del Tour ofreció a Subaru-Montgomery a participar en su carrera, formando un equipo conjunto con el equipo francés Chazal (el actual Ag2r La Mondiale) que no había tenido ningún resultado relevante en la temporada. La dirección del equipo no aceptó la oferta y el Chazal terminó participando con un equipo completo. Al final de la temporada, y a pesar de los buenos resultados del equipo, Subaru optó por no continuar con el patrocinio y el equipo desapareció en 1994.

### "Año sabático" y relanzamiento
Durante 1994, Weisel buscó un patrocinador para relanzar el equipo. Al no encontrarlo decidió invertir su propio dinero y resucitó al equipo de Borysewicz para la temporada 1995. Para gerenciar el equipo, Weisel creó una empresa llamada Tailwind Sports Inc., pero la filosofía del Montgomery-Bell (nuevo nombre que tomó) fue opuesta a la experiencia del Subaru-Montgomery. Con una plantilla en su mayoría de estadounidenses, Borysewicz optó por el calendario nacional, dejando de lado la preocupación por los puntos UCI. Mientras que el nuevo mánager, Mark Gorski se abocó a la búsqueda de patrocinadores para las siguientes temporadas. En agosto de 1995, el servicio postal de los Estados Unidos, US Postal se hizo cargo del equipo por un período de 3 temporadas.

### US Postal Service

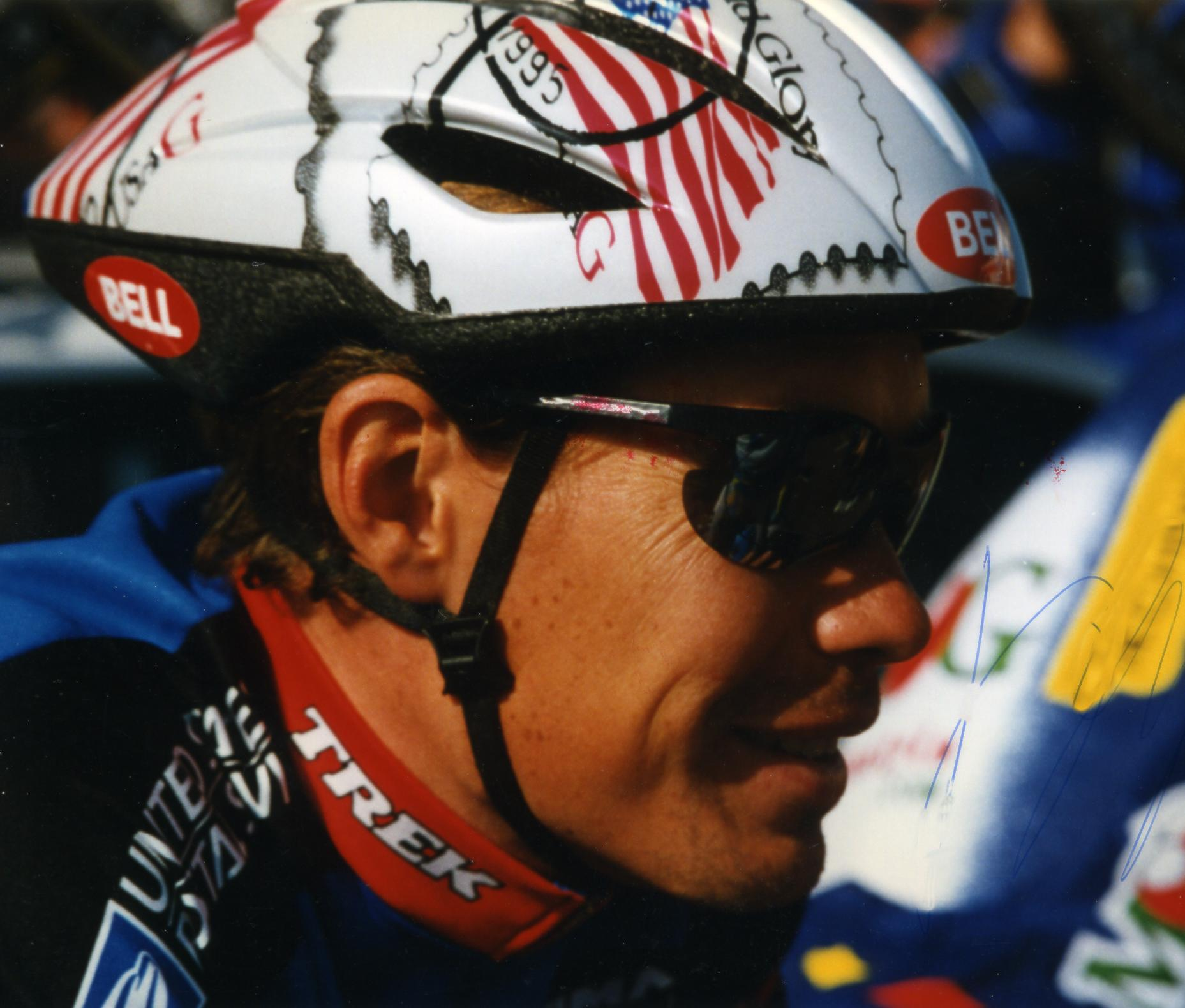
Viatcheslav Ekimov

La idea del Servicio Postal era continuar la línea del Subaru-Montgomery y competir en Europa. Para ello el contrato establecía incrementos de presupuesto para un proyecto que buscaba llegar al Tour de Francia en 1998. De cara a 1996, el equipo fue inscrito en UCI en la 2.ª división (GSII) y sólo 3 corredores se mantuvieron en el equipo, uno de ellos el joven Tyler Hamilton. Además contrató a los jóvenes polacos Dariusz Baranowski y Tomasz Brożyna y a los velocistas Remigius Lupeikis y Sven Teutenberg. Como líder de equipo, se fichó al ganador del Giro de Italia 1988, Andrew Hampsten. En abril para preparar el Tour DuPont (la carrera más importante de Estados Unidos), el equipo viajó a Europa y compitió en el Teleflex Tour, donde el alemán Teutenberg ganó la primera etapa. Dos días después Tyler Hamilton ganó la contrarreloj y terminó ganando la general. Por su parte Eddy Gragus ganó la Core States convirtiéndose en campeón de Estados Unidos. A finales de año el creador del equipo Eddie Borysewicz abandonó a la escuadra y dejó su cargo de director a Johnny Weltz quién se había desempeñado hasta ese momento en el Motorola.
En 1997 el US Postal ascendió a la primera división (GSI) y en sustitución de Andrew Hampsten, llegó como líder Viatcheslav Ekimov. También llegaron el joven George Hincapie, el francés Jean-Cyril Robin y la experiencia de Adriano Baffi. Hincapie y Baffi lograron triunfos de etapa en la Semana Catalana y la París-Niza, pero la figura de equipo fue Ekimov. El ruso logró estar entre los diez primeros en varias carreras como cuarto en la general en la París-Niza, tercero en la Semana Catalana y 10.º en el Tour de Flandes. Pero la actuación más destacada fue en el Dauphiné Libéré, donde ganó 2 etapas, fue líder de la carrera desde la 2.ª a la 6.ª etapa, aunque al final terminó octavo en la general, mientras que Robin fue tercero. La actuación en el Dauphiné, aseguró la entrada del equipo al Tour 1997, adelantando en un año el proyecto original, pero el desgaste lo pagó en el Tour donde no se estuvo a la altura de las expectativas. Jean-Cyril Robin fue el mejor en la general finalizando en la 15.ª posición.

### El regreso de Armstrong
Luego de haber corrido por el Motorola y de haberse recuperado del cáncer que padeció, Lance Armstrong regresó al equipo en 1998. Además de Armstrong, los nuevos fichajes incluían a Jonathan Vaughters, Christian Vande Velde y Frankie Andreu. El tejano debutó en la Ruta del Sol siendo 15.º y no corrió más hasta la París-Niza en que abandonó en la 2.ª etapa. La experiencia negativa de su retorno, hizo plantearse a Armstrong si debía seguir corriendo. Se recluyó en Austin y luego en Boone (Carolina del Norte) junto con su entrenador, Chris Carmichael y luego de meditarlo decidió mantenerse en competencia y regresó en un critérium a finales de mayo. En junio volvió a Europa para ganar el Tour de Luxemburgo y la Vuelta a Renania-Palatinado.
Mientras tanto el equipo se aprestaba a participar del segundo Tour de Francia y aunque no ganaron etapas, la actuación fue muy superior a la del año anterior. George Hincapie hasta la 9.ª etapa se mantuvo entre los cinco primeros de la general a la vez que Tyler Hamilton fue segundo en la contrarreloj de la 7.ª etapa, sólo superado por Jan Ullrich. En las etapas de montaña Jean-Cyril Robin fue el mejor del equipo y finalizó sexto en la general, mientras que por equipos el US Postal terminó tercero.

### La llegada de Bruyneel
Luego del Tour 1998 comenzó a haber rumores de descontento con el mánager Johnny Weltz. Se denunció que los vehículos del equipo no estaban cuando fueron requeridos por los ciclistas y que hubo falta de disciplina, organización y liderazgo de parte de Weltz. Mientras esa situación quedó para resolverse al final de la temporada, Armstrong se preparó para la Vuelta a España, donde llegó como jefe de filas. La 4.ª posición en la ronda española y poco después el cuarto lugar, tanto en el campeonato mundial en ruta, como en el de contrarreloj, colocaron a Armstrong como el líder indiscutido del equipo. Luego de los resultados de Armstrong la salida de Johnny Weltz no se demoró, ya que el tejano accedió a volver a firmar con el equipo, con la condición de que Weltz fuera reemplazado por el recientemente retirado ciclista Johan Bruyneel.

### Un nuevo orden
En principio, el equipo de 1999 perdió calidad respecto al de la temporada anterior. Ekimov, Robin y Baranowski dejaron la escuadra para dar paso a Kevin Livingston, Glenn Magnusson, Benoit Joachim y Julian Dean.
A pesar de ello, Bruyneel dio un vuelco en la forma de conducir el equipo pese a la nula experiencia que tenía como director. Habría un líder para el Tour, y cada ciclista tendría un objetivo específico, no sólo en el tour sino además en el resto de las competiciones de la temporada. Así, George Hincapie tuvo una temporada clásica muy buena, siendo 9.º en la Milán-San Remo y 4.º en la París-Roubaix y la Gante-Wevelgem. El hasta ese momento poco conocido Christian Vande Velde, ganó la Redlands Classic y fue 3.º en los Cuatro Días de Dunkerque. También destacó Jonathan Vaughters, que al ganar la cronoescalada en Mont Ventoux, fue 2.º en la general del Dauphiné Libéré y luego logró la victoria en la Ruta del Sur.

### Primer Tour
El líder del equipo para el Tour de Francia, indiscutiblemente era Lance Armstrong. Previamente, había comenzado a ejercer dominio en las etapas contrarreloj, ganando las cronos del Circuito de la Sarthe y el Dauphiné Libéré. En la ronda gala, ganó el prólogo y la contrarreloj en Metz (8.ª etapa), y allí se puso el maillot amarillo que no dejaría más hasta los Campos Elíseos. Más de dos minutos era la diferencia en la clasificación general con el segundo (Christophe Moreau) y el tercero (Abraham Olano). Al día siguiente de la crono, ya en los Alpes ganó la 9.ª etapa en Sestriere y aumentó la diferencia aún más, quedando Olano segundo a 6 minutos. En los Pirineos, se mantuvo, aunque quienes estaban más cerca de él en la general habían cambiado, Fernando Escartín a más de 6 minutos y Alex Zülle a más de 7. Con el Tour sentenciado, ganó la última contrarreloj y obtuvo el primer Tour para él y para el equipo, dejando a Zülle a 7 minutos 37 s y a Escartín a 10 min 26 s.

### El apogeo

#### Dominio absoluto en el Tour
Desde 1999 hasta 2005, el dominio de Armstrong y el US Postal en el Tour de Francia fue absoluto. Año tras año Bruyneel formaba equipos enteramente al servicio del tejano con vista a ganar uno tras otro y los rivales peleaban meramente por el segundo lugar. Infalible en las montañas y ganando casi todas las contrarreloj, Armstrong ganó 7 Tours con el equipo, dejando al segundo de la clasificación general casi siempre a más de 6 minutos. Las excepciones fueron Ivan Basso en 2005, que terminó a 4 min 40 s y Jan Ullrich en 2003 a 1 min 01 s, en la edición más "apretada" que ganó Armstrong. Precisamente el duelo Armstrong-Ullrich en el Tour, era el más famoso de esa época, donde mucho se especulaba si el alemán podría batir al estadounidense, pero el final siempre era el mismo y Ullrich se tuvo que conformar con ser segundo detrás de Armstrong, en tres oportunidades.

#### Vuelta para Heras
Si bien Armstrong se centraba solamente en el Tour de Francia, el US Postal tenía equipo y corredores para pelear por otras carreras. Así el conjunto acumuló un extenso palmarés, pasando a la historia como uno de los equipos más laureados. Durante esos años Roberto Heras ganó la Vuelta a España 2003 y Paolo Savoldelli el Giro de Italia 2005. La Vuelta a Suiza (2001), el Dauphiné Libéré (2000, 2002, 2003), la Volta a Cataluña (2005) fueron algunas de las carreras más importantes que el equipo ganó.
La Vuelta a España ganada por Roberto Heras, fue en forma agónica y en la penúltima etapa. Siendo el jefe de filas, estaba acompañado por los otros dos españoles del equipo, Manolo Beltrán y Chechu Rubiera, así como George Hincapie, Floyd Landis y Michael Barry. Luego de encontrarse a más de cinco minutos del líder de la general (Isidro Nozal) tras la 13.ª etapa, Heras comenzó a recortar tiempo en las etapas siguientes con finales en La Pandera, Sierra Nevada y en Collado Villalba, hasta estar a dos minutos. En la jornada 20, una cronoescalada al Alto de Abantos, Heras ganó la etapa y le sacó 2 minutos y medio a Nozal.

#### Nuevo patrocinador: Discovery Channel
Con el equipo en su apogeo, a principios de 2004 el Servicio Postal reveló que no renovaría el patrocinio, y que sólo continuaría hasta final de temporada. Con 5 Tours de Francia en su palmarés en ese entonces, Armstrong ya pensaba en el retiro, pero decidió continuar porque sin él, sería más difícil encontrar una empresa que suplantara a US Postal. El 15 de junio, antes de que iniciara la que fue la 6.ª victoria en el Tour, Discovery Channel anunció que reemplazaría al correo estadounidense, firmando un contrato por 3 años. A su vez Armstrong decidió correr un año más para defender los colores del nuevo patrocinador.

#### Savoldelli en el Giro
Savoldelli en el Giro 2005 (ya el equipo se denominaba Discovery Channel), no partía como favorito pero la regularidad durante la carrera lo llevó a ganar su segundo Giro personal, a pesar de no contar con un equipo que pudiera ayudarlo en la montaña. Ganó la 11.ª etapa con final en Zoldo Alto, quedando ubicado segundo en la general, por detrás de Ivan Basso a 18 s. Dos días después, Savoldeli atacó en la última subida de la etapa con final en Ortisei dejando a Basso un minuto atrás y pasó a ser el maglia rosa. Luego Basso se derrumbó perdiendo más de 18 minutos y Gilberto Simoni pasó al segundo lugar a menos de un minuto, pero Savoldelli se puso a cubierto en la contrarreloj de la 18.ª etapa quedando Simoni a más de 2 minutos. Finalmente y en forma ajustada, Paolo Savoldelli ganó el primer y único Giro del equipo, con una diferencia de 28 s sobre Simoni y 45 s sobre José Rujano.

### Retiro de Armstrong y búsqueda de un líder
En abril de 2005, Armstrong anunció su retiro, el cual se hizo efectivo tras ganar por séptima vez consecutiva el Tour de Francia, aunque no se alejó del equipo ya que pasó a ser asesor de Bruyneel en la búsqueda de jóvenes talentos.
Johan Bruyneel, debía afrontar la tarea de encontrar un sucesor de Armstrong, aunque sabía que no era nada fácil. "No hay nadie de segundo en la fila listo para reemplazarlo. Encontrar al próximo líder será difícil", declaró el belga. El lugar de Armstrong durante el resto de 2005 fue ocupado por la joven promesa eslovena Janez Brajkovič, pero Bruyneel confiaba en Yaroslav Popovych que había ganado el maillot blanco de mejor joven en el Tour.
Sin un líder definido, para 2006 se contrataron a Jurgen Van Goolen, Vladimir Gusev y Egoi Martínez entre otros, permaneciendo en el equipo ciclistas experientes como Viatcheslav Ekimov, George Hincapie, Manolo Beltrán, Pavel Padrnos y Paolo Savoldelli.
En el Giro, Savoldelli ganó el prólogo, pero no repitió la actuación anterior y terminó quinto en la general, muy lejos del ganador Ivan Basso. Yaroslav Popovich se llevó una etapa del Tour de Francia. De las tres grandes, donde más destacó el equipo fue en la Vuelta a España con una victoria de etapa y la clasificación de la montaña para Egoi Martínez, otra etapa para  Tom Danielson y el triunfo en la clasificación por equipos.
El sustituto de Armstrong que buscaba Bruyneel, llegó en noviembre cuando se anunció la contratación de Ivan Basso para la temporada 2007. Con un palmarés envidiable, Basso había sido tercero en el Tour 2004, segundo en el Tour 2005 y venía de ganar el Giro pocos meses antes. Esa temporada no participó del Tour, ya que fue apartado de su equipo (el CSC) debido a que su nombre se mencionaba en la Operación Puerto. Pero la fiscalía antidopaje del CONI (Comité Olímpico Nacional Italiano) no encontró pruebas suficientes y archivo el caso. Posteriormente de mutuo acuerdo con Bjarne Riis, rescindió el contrato que lo ligaba hasta 2008, lo cual le abrió las puertas en el Discovery. También se produjo el retorno de Levi Leipheimer (había estado en el equipo en 2000-2001) y el fichaje de la promesa española Alberto Contador.

### Último Tour y desaparición
El inicio de la temporada 2007, no fue lo mejor para el equipo. A principios de febrero, se supo que la cadena Discovery Channel no renovaría contrato con el equipo, y la idea de Bruyneel de que Ivan Basso liderara al equipo en el Tour pronto se esfumó. Ante nuevas pruebas, su implicación en la trama de dopaje desarticulada en la Operación Puerto, fue abierta y llamado a declarar a la fiscalía de Bérgamo. Ante esto, de mutuo acuerdo, el equipo y él rescindieron el contrato a fines de abril.
Sin podios y "Chechu" Rubiera en la posición 39.ª a 1 h 15 min, fue la actuación en el Giro de Italia, muy por debajo de lo esperable. Yaroslav Popovych era el líder, pero sendas caídas lo relegaron en la clasificación general y terminó abandonando.
Para el Tour de Francia, Bruyneel se inclinó por Levi Leipheimer como jefe de filas y  Alberto Contador como aspirante a mejor joven de la carrera. Tras las etapas alpinas, en la clasificación general Contador era quinto y Leipheimer noveno, a algo más de 3 minutos del líder Michael Rasmussen. Además, Contador ya portaba el maillot blanco, distintivo de mejor joven. Disputada la contrarreloj en Albi, ambos ascendieron al 3.er y quinto lugar. En las etapas pirenaicas, Contador y Rasmussen libraron duras batallas en Plateau de Beille, el Peyresourde y el Col d'Aubisque ganando una etapa cada uno (Contador en Plateau de Beille y Rasmussen en el Col d'Ausbisque). Pasados los Pirineos, el Tour parecía sentenciado para Rasmussen, mientras Contador era segundo y Leipheimer cuarto, pero el equipo del danés (el Rabobank) lo obligó a abandonar la carrera faltando 4 etapas para el final por haber mentido sobre su paradero durante los entrenamientos previos al Tour. Así Alberto Contador heredó el maillot amarillo que mantuvo hasta el final en los Campos Elíseos.
Pocos días después, se hizo oficial que el equipo desaparecería al no encontrarse ningún patrocinador para continuar en la siguiente temporada. Johan Bruyneel, así como varios de los ciclistas recalaron en el refundado Astana.

## Corredor mejor clasificado en las Grandes Vueltas
| Año  | Giro de Italia              | Tour de Francia             | Vuelta a España             |
| ---- | --------------------------- | --------------------------- | --------------------------- |
| 1990 | -                           | -                           | -                           |
| 1991 | -                           | -                           | -                           |
| 1992 | -                           | -                           | -                           |
| 1993 | -                           | -                           | -                           |
| 1994 | No es un equipo profesional | No es un equipo profesional | No es un equipo profesional |
| 1995 | -                           | -                           | -                           |
| 1996 | -                           | -                           | -                           |
| 1997 | -                           | 15.º Jean-Cyril Robin       | 64.º Viacheslav Yekímov     |
| 1998 | -                           | 6.º Jean-Cyril Robin        | 4.º Lance Armstrong         |
| 1999 | -                           | 13.º Tyler Hamilton         | 88.º Frankie Andreu         |
| 2000 | -                           | 25.º Tyler Hamilton         | -                           |
| 2001 | -                           | 15.º Roberto Heras          | 3.º Levi Leiphemer          |
| 2002 | -                           | 9.º Roberto Heras           | 2.º Roberto Heras           |
| 2003 | -                           | 14.º Manolo Beltrán         | 1.º Roberto Heras           |
| 2004 | -                           | 5.º José Azevedo            | 13.º Manolo Beltrán         |
| 2005 | 1.º Paolo Savoldelli        | 12.º Yaroslav Popovych      | 7.º Tom Danielson           |
| 2006 | 5.º Paolo Savoldelli        | 17.º José Azevedo           | 6.º Tom Danielson           |
| 2007 | 39.º José Luis Rubiera      | 1.º Alberto Contador        | 31.º Jurgen Van Goolen      |

## Dopaje
Las sospechas de que en el equipo se utilizaban prácticas de dopaje siempre existieron, en particular de Lance Armstrong. Ya en 2001 el periódico británico Sunday Times, lo relacionaba con el polémico médico italiano Michele Ferrari. En 2004 pocos días antes de la ronda gala, el experiodista de L'Equipe, Pierre Ballester y el redactor de Sunday Times, David Walsh, publicaron el libro L.A. Confidencial: Los secretos de Lance Armstrong, donde sobre la base de declaraciones de la ex masajista del equipo Emma O'Reilly, se aseguraba que Armstrong usaba sustancias dopantes para mejorar el rendimiento. Posteriormente su exmecánico Mike Ardenson denunció que encontró una caja con la inscripción "Andro" (por Androstenediona, un esteroide prohibido) en el cuarto de baño de la habitación de un hotel que ocupaba Armstrong en España. También que ayudó al estadounidense a evitar a los controladores antidopaje en Texas. Mientras tanto el tejano desmentía todas las acusaciones y llevaba a juicio a sus excolaboradores.
En agosto de 2006, el periódico L'Equipe informó que seis muestras de orina congeladas de Armstrong en el Tour de 1999, arrojaban positivo por EPO (Eritropoyetina). Armstrong nuevamente rechazó haber tomado medicamentos para mejorar su rendimiento y la UCI exculpó al corredor, sosteniendo que las muestras no se habían sido mantenidas en forma adecuada por el laboratorio de la Agencia Francesa de Lucha contra el Dopaje.
En 2006, el estadounidense Floyd Landis ganó el Tour de Francia. Landis (que había formado parte del US Postal durante las temporadas 2002 a 2004), dio positivo de testosterona. Al igual que Armstrong siempre lo negó, aduciendo errores de procedimiento en los laboratorios franceses, pero igualmente fue suspendido y le fue anulada la victoria. Varios años después, más precisamente en mayo de 2010, Landis decidió blanquear el asunto y envió varios correos electrónicos a miembros de la federación estadounidense y de la UCI. Allí reconoció el uso sistemático de sustancias y métodos prohibidos durante su carrera deportiva e involucró a su exequipo US Postal, a su antiguo director Johan Bruyneel y a varios de sus excompañeros como Lance Armstrong, George Hincapie, David Zabriskie y Levi Leipheimer. Landis reveló que Bruyneel le enseñó a usar parches con hormona de crecimiento, esteroides, EPO sintética y a practicarse transfusiones de sangre. También contó como en 2003 le fueron extraídas en el apartamento de Armstrong, dos bolsas de medio litro de sangre, que serían reutilizadas durante el Tour de Francia y él era el encargado de controlar todos los días la temperatura. Estas prácticas las continuó cuando se marchó del equipo y se fue al Phonak en 2005.
Esa confesión de Landis hizo que la Administración de Alimentos y Medicamentos (FDA) de Estados Unidos, encargara al agente federal Jeff Novitzki la investigación del tema y a su vez, la Agencia Antidopaje de Estados Unidos (USADA) también comenzó su propia investigación.
En mayo de 2011, Tyler Hamilton, también decidió aclarar su situación. Hamilton recibió una suspensión de 8 años en 2009, tras haber dado un segundo positivo (el primero fue en 2004). En una entrevista a la CBS, contó que había visto a Armstrong inyectarse EPO en varias oportunidades y que el tejano tomaba lo que tomaban todos, EPO, testosterona, transfusiones de sangre, corticoides. Tanto Landis como Hamilton colaboraron con Noviztki y con Travis Tygart, encargado de la investigación por parte de la USADA.
El 3 de febrero de 2012, los fiscales federales de la justicia estadounidense abandonaron la investigación encabezada por Novitzki sin dar explicaciones concretas del porqué. Mientras tanto la USADA comunicó que seguiría adelante. La agencia estadounidense le pidió a Armstrong que colaborara con la investigación pero este se negó y cuatro meses después, en junio, la USADA presentó cargos oficialmente contra Armstrong y contra cuatro exintegrantes más del equipo, el director Johan Bruyneel y los médicos Michele Ferrari, Luis García del Moral, Pedro Celaya y Pepe Martí. Mientras Bruyneel negó las acusaciones y se mostró dispuesto a colaborar, Armstrong al mes siguiente intentó detener la investigación presentando cargos contra la USADA en un tribunal civil de Austin, pero el juez desestimó la denuncia argumentando que los tribunales civiles no están para resolver disputas deportivas. A su vez la USADA suspendió de por vida a los ex médicos del equipo.
El 23 de agosto, Armstrong renunció a apelar contra sus cargos, según dijo "cansado de luchar y tener que demostrar su inocencia" y calificó la investigación como una "caza de brujas". Al renunciar a defenderse, la USADA le desposeyó de todos sus resultados desde el 1 de agosto de 1998 y lo suspendió de por vida. Esta decisión de la agencia, debía ser ratificada por la UCI, o si el organismo internacional no estaba de acuerdo podía llevar el caso ante el TAS.
El 10 de octubre la USADA envió el informe de la investigación con más de 1000 páginas de evidencia en donde estaban entre otras pruebas, las declaraciones de 26 personas, entre ellos 11 ex corredores del US Postal. De las declaraciones de Floyd Landis, Tyler Hamilton, Jonathan Vaughters, George Hincapie, Levi Leipheimer, Michael Barry, Stephen Swart, Christian Vande Velde, David Zabriskie, Tom Danielson y Frankie Andreu se desprendía, según la USADA que el US Postal había puesto en marcha "el más sofisticado, exitoso y profesionalizado programa de dopaje que el deporte ha visto en su historia".
La aparición del documento tuvo efecto inmediato para Johan Bruyneel, quien fue despedido del Radioshack-Nissan equipo que estaba dirigiendo en ese momento y la federación belga anunció que lo llamaría para que prestara testimonio.
El 22 de octubre y luego de analizar el informe, la UCI ratificó la resolución de la USADA. Suspendió a Armstrong de por vida y se le anularon todos los resultados desde el 1 de agosto de 1998, incluidos los siete Tours. A su vez, los ciclistas que se encontraban activos y prestaron sus testimonios (Vande Velde, Zabriskie, Danielson, Leipheimer e Hincapie), fueron suspendidos 6 meses y los resultados obtenidos durante el tiempo que admitieron doparse, también fueron anulados.
El 17 de enero de 2013, Armstrong reconoció públicamente en una entrevista que había utilizado sustancias dopantes y que sin ellas habría sido imposible ganar siete Tours de Francia.
Con el caso "cerrado", luego de la entrevista a Armstrong, Johan Bruyneel fue citado por segunda vez por la Federación Belga de Ciclismo, para declarar ante el fiscal sobre su implicación en el caso, pero el exdirector no se presentó.

## Material ciclista
El equipo utilizaba bicicletas Trek, componentes Shimano y equipación de Nike.

## Clasificaciones UCI
La Unión Ciclista Internacional elaboraba el Ranking UCI de clasificación de los ciclistas y equipos profesionales.
Hasta el año 1998, la clasificación del equipo y de su ciclista más destacado fue la siguiente:
| Año  | Clasificación por equipos | Mejor corredor en la clasificación individual | Posición |
| 1996 | 23.º                      | Tomasz Brożyna                                | 152.º    |
| 1997 | 16.º                      | Viacheslav Yekímov                            | 15.º     |
| 1998 | 15.º                      | Lance Armstrong                               | 25.º     |

A partir de 1999 y hasta 2004 la UCI estableció una clasificación por equipos divididos en tres categorías (primera, segunda y tercera). La clasificación del equipo fue la siguiente:
| Año  | Categoría | Clasificación por equipos | Mejor corredor en la clasificación individual | Posición |
| 1999 | Primera   | 13.º                      | Lance Armstrong                               | 7.º      |
| 2000 | Primera   | 11.º                      | Lance Armstrong                               | 4.º      |
| 2001 | Primera   | 9.º                       | Lance Armstrong                               | 4.º      |
| 2002 | Primera   | 3.º                       | Roberto Heras                                 | 10.º     |
| 2003 | Primera   | 10.º                      | Lance Armstrong                               | 8.º      |
| 2004 | Primera   | 6.º                       | Lance Armstrong                               | 7.º      |

A partir de 2005 la UCI instauró el circuito profesional de máxima categoría, el UCI ProTour, donde el equipo está desde que se creó dicha categoría. Las clasificaciones del equipo son las siguientes:
| Año  | Clasificación por equipos | Mejor corredor en la clasificación individual | Posición |
| 2005 | 8.º                       | Lance Armstrong                               | 5.º      |
| 2006 | 4.º                       | George Hincapie                               | 15.º     |
| 2007 | 3.º                       | Alberto Contador                              | 7.º      |

## Palmarés destacado
Para el palmarés completo, véase Palmarés del US Postal

### Grandes Vueltas
- Tour de Francia
  - 1 victoria final
    - 2007: Alberto Contador

- Giro de Italia
  - 1 victoria final
    - 2005: Paolo Savoldelli

- Vuelta a España
  - 1 victoria final
    - 2003: Roberto Heras

### Otras carreras
- Critérium del Dauphiné
  - 1 victoria final: Tyler Hamilton (2000)

- París-Niza
  - 1 victoria final: Alberto Contador (2007)

### Clásicas
- Gante-Wevelgem: George Hincapie (2001)

## Palmarés anulado
La siguiente lista muestra todas las victorias, tanto carreras como etapas, que fueron anuladas en el período 1999-2007.
| Listado de carreras anuladas al equipo | Listado de carreras anuladas al equipo | Listado de carreras anuladas al equipo              | Listado de carreras anuladas al equipo |
| Año                                    | Ciclista                               | Carrera                                             |                                        |
| -------------------------------------- | -------------------------------------- | --------------------------------------------------- | -------------------------------------- |
| 1999                                   | Lance Armstrong                        | 4.ª etapa de la Ruta del Sur                        |                                        |
| 1999                                   | Lance Armstrong                        | 4.ªa etapa del Circuito de la Sarthe                |                                        |
| 1999                                   | Lance Armstrong                        | Prólogo del Dauphiné Libéré (CRI)                   |                                        |
| 1999                                   | Lance Armstrong                        | Prólogo del Tour de Francia (CRI)                   |                                        |
| 1999                                   | Lance Armstrong                        | 8.ª etapa del Tour de Francia (CRI)                 |                                        |
| 1999                                   | Lance Armstrong                        | 9.ª etapa del Tour de Francia                       |                                        |
| 1999                                   | Lance Armstrong                        | 19.ª etapa del Tour de Francia (CRI)                |                                        |
| 1999                                   | Lance Armstrong                        | Tour de Francia                                     |                                        |
| 2000                                   | Lance Armstrong Viatcheslav Ekimov     | Gran Premio Eddy Merckx                             |                                        |
| 2000                                   | Lance Armstrong                        | Gran Premio de las Naciones                         |                                        |
| 2000                                   | Lance Armstrong                        | 3.ª etapa del Dauphiné Libéré (CRI)                 |                                        |
| 2000                                   | Lance Armstrong                        | 19.ª etapa del Tour de Francia (CRI)                |                                        |
| 2000                                   | Lance Armstrong                        | Tour de Francia                                     |                                        |
| 2000                                   | Levi Leipheimer                        | Circuito Franco-Belga                               |                                        |
| 2001                                   | Levi Leipheimer                        | 5.ª etapa de la Redlands Classic                    |                                        |
| 2001                                   | Levi Leipheimer                        | 1.ª etapa de la Sea Otter Classic (CRI)             |                                        |
| 2001                                   | Lance Armstrong                        | 1.ª etapa de la Vuelta a Suiza (CRI)                |                                        |
| 2001                                   | Lance Armstrong                        | 8.ª etapa de la Vuelta a Suiza (CRI)                |                                        |
| 2001                                   | Lance Armstrong                        | Vuelta a Suiza                                      |                                        |
| 2001                                   | Lance Armstrong                        | 10.ª etapa del Tour de Francia                      |                                        |
| 2001                                   | Lance Armstrong                        | 11.ª etapa del Tour de Francia (CRI)                |                                        |
| 2001                                   | Lance Armstrong                        | 13.ª etapa del Tour de Francia                      |                                        |
| 2001                                   | Lance Armstrong                        | 18.ª etapa del Tour de Francia (CRI)                |                                        |
| 2001                                   | Lance Armstrong                        | Tour de Francia (CRI)                               |                                        |
| 2002                                   | Lance Armstrong                        | Gran Premio de Midi Libre                           |                                        |
| 2002                                   | Lance Armstrong                        | 6.ª etapa del Critérium de la Dauphiné Libéré       |                                        |
| 2002                                   | Lance Armstrong                        | Critérium de la Dauphiné Libéré                     |                                        |
| 2002                                   | Lance Armstrong                        | Prólogo del Tour de Francia (CRI)                   |                                        |
| 2002                                   | Lance Armstrong                        | 11.ª etapa del Tour de Francia                      |                                        |
| 2002                                   | Lance Armstrong                        | 12.ª etapa del Tour de Francia                      |                                        |
| 2002                                   | Lance Armstrong                        | 19.ª etapa del Tour de Francia (CRI)                |                                        |
| 2002                                   | Lance Armstrong                        | Tour de Francia                                     |                                        |
| 2003                                   | Lance Armstrong                        | 3.ª etapa del Critérium de la Dauphiné Libéré (CRI) |                                        |
| 2003                                   | Lance Armstrong                        | Critérium de la Dauphiné Libéré                     |                                        |
| 2003                                   | Lance Armstrong                        | 15.ª etapa del Tour de Francia                      |                                        |
| 2003                                   | Lance Armstrong                        | Tour de Francia                                     |                                        |
| 2004                                   | Lance Armstrong                        | 4.ª etapa de la Vuelta al Algarve (CRI)             |                                        |
| 2004                                   | Lance Armstrong                        | 3.ª etapa del Tour de Georgia                       |                                        |
| 2004                                   | Lance Armstrong                        | 4.ª etapa del Tour de Georgia (CRI)                 |                                        |
| 2004                                   | Lance Armstrong                        | Tour de Georgia                                     |                                        |
| 2004                                   | Lance Armstrong                        | 5.ª etapa del Tour de Languedoc-Roussillon          |                                        |
| 2004                                   | Lance Armstrong                        | 13.ª etapa del Tour de Francia                      |                                        |
| 2004                                   | Lance Armstrong                        | 15.ª etapa del Tour de Francia                      |                                        |
| 2004                                   | Lance Armstrong                        | 16.ª etapa del Tour de Francia (CRI)                |                                        |
| 2004                                   | Lance Armstrong                        | 17.ª etapa del Tour de Francia                      |                                        |
| 2004                                   | Lance Armstrong                        | 19.ª etapa del Tour de Francia (CRI)                |                                        |
| 2004                                   | Lance Armstrong                        | Tour de Francia                                     |                                        |
| 2004                                   | David Zabriskie                        | 11.ª etapa de la Vuelta a España                    |                                        |
| 2004                                   | David Zabriskie                        | Campeonato de Estados Unidos Contrarreloj (CRI)     |                                        |
| 2005                                   | Tom Danielson                          | 5.ª etapa del Tour de Georgia                       |                                        |
| 2005                                   | Tom Danielson                          | Tour de Georgia                                     |                                        |
| 2005                                   | David Zabriskie                        | 8.ª etapa del Giro de Italia (CRI)                  |                                        |
| 2005                                   | George Hincapie                        | Kuurne-Bruselas-Kuurne                              |                                        |
| 2005                                   | George Hincapie                        | Prólogo del Critérium de la Dauphiné Libéré (CRI)   |                                        |
| 2005                                   | George Hincapie                        | 7.ª etapa del Critérium de la Dauphiné Libéré       |                                        |
| 2005                                   | David Zabriskie                        | 1.ª etapa del Tour de Francia (CRI)                 |                                        |
| 2005                                   | George Hincapie                        | 15.ª etapa del Tour de Francia                      |                                        |
| 2005                                   | Lance Armstrong                        | 20.ª etapa del Tour de Francia (CRI)                |                                        |
| 2005                                   | Lance Armstrong                        | Tour de Francia                                     |                                        |
| 2005                                   | George Hincapie                        | Gran Premio de Plouay                               |                                        |
| 2006                                   | George Hincapie                        | 2.ª etapa del Tour de California                    |                                        |
| 2006                                   | George Hincapie                        | 5.ª etapa del Tour de California                    |                                        |
| 2006                                   | Tom Danielson                          | 5.ª etapa del Tour de Georgia                       |                                        |
| 2006                                   | David Zabriskie                        | Prólogo del Critérium de la Dauphiné Libéré (CRI)   |                                        |
| 2006                                   | David Zabriskie                        | 3.ª etapa del Critérium de la Dauphiné Libéré (CRI) |                                        |
| 2006                                   | Tom Danielson                          | Vuelta a Austria                                    |                                        |
| 2006                                   | Tom Danielson                          | 17.ª etapa de la Vuelta a España                    |                                        |
| 2007                                   | Levi Leipheimer                        | 19.ª etapa del Tour de Francia                      |                                        |

## Principales ciclistas
Para las plantillas del equipo, véase Plantillas del US Postal
| - Adriano Baffi (1997) - Lance Armstrong (1998-2005) - George Hincapie (1998-2007) - Viacheslav Yekímov (1998 y 2000-2006) - Levi Leipheimer (2000-2001 y 2007) - Roberto Heras (2001-2003) - David Zabriskie (2001-2004) | - José Luis Rubiera (2001-2007) - Jurgen Van den Broeck (2004-2006) - Paolo Savoldelli (2005-2006) - Janez Brajkovič (2005-2007) - Yaroslav Popovych (2005-2007) - Vladímir Gúsev (2006-2007) - Alberto Contador (2007) |